# Buenosairestetra
Buenosairestetra (Hyphessobrycon anisitsi), även kallad norsk flaggtetra,  är en fisk i familjen laxkarpar som naturligt förekommer i Argentina. Denna fisk har en stor härdighet inom vattenkemin och accepterar alla fodertyper. Fisken finns inte bara i Argentina utan också i Brasilien, Uruguay och Paraguay i avrinningsområdet av Paranáfloden och Uruguayfloden. Längden har kommit upp till 13 cm men vanligen 7-8 cm. 
I naturen äter arten vattenlevande maskar, insekter, kräftdjur och växtdelar.

## Buenosairestetran som akvariefisk
Fisken och ömtåliga växter funkar inte i samma akvarium, och aggression från större fiskar funkar inte heller tillsammans.
Den trivs i aningen större akvarium där öppna ytor och vegetation är viktigt. Denna fisk har spännvidd på 18-28 grader vilket är stort för att vara akvariefisk. Denna fisk är också något större än de flesta andra tetror. Även om denna fisk klarar en stor variation i vattnekemin så bör vattnet vara syresatt och av god kvalité. Denna fisk har en stor förkärlek till sina ägg och dessa kläcks efter en dag (20 till 24 timmar). Denna fisk rekommenderas för nybörjare.